# 안성 죽산리 석불입상
안성 죽산리 석불입상(安城 竹山里 石佛立像)은 대한민국 경기도 안성시 죽산면 죽산리에 있는 고려시대의 석불이다. 1980년 6월 2일 경기도의 유형문화재 제97호로 지정되었다.

## 개요
경기도 안성군 죽산면 죽산산성 아래 쓰려져 있던 것을 다시 세운 석불 입상이다. 머리와 신체가 절단되었지만 비교적 잘 보존되어 있다.
둥근 연꽃대좌 위에 서 있으며, 민머리 위에는 상투 모양의 머리묶음이 큼직하다. 부피감 있는 얼굴은 온화한 인상이며, 귀는 길어 어깨까지 닿는다. 양 어깨에 두른 옷에는 두터운 U자형 무늬가 촘촘히 새겨져 있다. 큼직한 머리와 두 손, 빈약한 신체 표현은 다소 경직되어 있다.
큰 머리묶음, U자형 옷주름 표현 등으로 보아 고려 초기에 만들어진 것으로 보이며, 이 지방 불상양식을 살필 수 있는 중요한 자료로 여겨진다.

## 참고 문헌
- 안성죽산리석불입상 - 국가유산청 국가유산포털